# Habronyx heros
Habronyx heros là một loài tò vò trong họ Ichneumonidae.